# 外国人ノ署名捺印及無資力証明ニ関スル法律
外国人ノ署名捺印及無資力証明ニ関スル法律（がいこくじんのしょめいなついんおよびむしりょくしょうめいにかんするほうりつ、明治32年3月10日法律第50号）は、外国人が署名・捺印すべき場合の規定に関する日本の法律。
外国人が法令の規定により捺印すべき場合、署名をもって捺印に代えることができる（署名および捺印を要する場合には署名のみで足りる）ことを定めている。なお、無資力証明に関する規定として第2条が置かれていたが、改正により削除となっているため、現在効力を有しているのは外国人の署名捺印に関する第1条のみである。